# 14564 Heasley
14564 Heasley este un asteroid din centura principală de asteroizi.

## Descriere
14564 Heasley este un asteroid din centura principală de asteroizi. A fost descoperit pe 26 ianuarie 1998 la Kitt Peak National Observatory, în cadrul proiectului Spacewatch. Asteroidul prezintă o orbită caracterizată de o semiaxă mare de 2,85 ua, o excentricitate de 0,23 și o înclinație de 4,7° în raport cu ecliptica.